# 太益控股
太益控股有限公司，簡稱太益控股（英語：Time Infrastructure Holdings Limited，港交所除牌時0686.HK），在2008年12月2日，由Gay Giano International Group Limited更名而來，當時經營Gay Giano等時裝以及基建項目。
但在2009年，由於4項收購公路項目進展不理想，故此已擱置收購，在2010年中，洪祖杭家族收購股權，把太陽能業務注入本公司，在2011年1月18日，更名為金保利新能源集團有限公司。
2014年2月11日，公司更名为聯合光伏集團有限公司。

## 連結
- Goldpoly.hk